# ファム・ファタール (サウンドトラック)
『ファム・ファタール(サウンドトラック)』は、2002年公開映画『ファム・ファタール』のサウンドトラック。2002年11月7日、ワーナーミュージック・ジャパンよりリリース。

## 解説
作曲は坂本龍一。坂本のアルバム『/05』にて「Lost- Theme」のピアノバージョンが再録音されている。

## 収録曲
1. Bolerish
2. Stop or I'll Shoot
3. Rage
4. Double
5. Tragedy
6. Deja Vu
7. Searching for Gun
8. In Cafe
9. Blouse off Shoulder
10. Out of Walter
11. Future
12. Deja Vu
13. Bolerish-Piano Version
14. Lost-Theme Piano Version